# Стадион Народовы (станция метро)
Ста́дион Народо́вы (пол. Stadion Narodowy, рус. Национальный стадион) — действующая станция на линии M2 Варшавского метрополитена и планируемая пересадка на линию М3. 
Располагается на территории района Прага-Север рядом с Национальным стадионом под улицей Соколя (Sokol), недалеко от пересечения с улицей Замойского, в окрестностях ж/д платформы Варшава Стадион и Пражского порта.
Располагается на восточном участке линии M2 (на правому берегу реки Вислы), между станциями «Центрум Науки Коперник» и «Двожец Виленьски». 
Перегон «Центрум Науки Коперник» — «Стадион Народовы» соединяет западную и восточную части линии M2, проходя под рекой Вислой.

## Строительство
Разрешение на строительство станции было выдано под конец мая 2011 года, строительные работы начались в июне того же года. 
В мае-июне 2013 года к станции прибыли два тоннелепроходческих комплекса для прокладки туннелей от станции «Двожец Виленьски». 
К концу сентября 2014 года были завершены строительные, отделочные и технические работы.
Открыта в составе центрального участка линии М2 (участка II C) «Рондо Дашиньсего» — «Двожец Виленьски» 8 марта 2015 года.

## Перспективы развития
Ранее планировалось строительство ответвления в юго-восточном направлении с организацией вилочного движения после станции «Стадион Народовы» в направлениях к Вильнюсскому и Восточному вокзалам. От данного плана было решено отказаться в пользу строительства полноценной линии M3, которая соединит юго-восточную часть города с центральными районами.
Будущая линия М3 начнётся с уже открытой станции «Стадион Народовы», затем отклоняясь от линии М2, идущей на север, двинется на восток по планируемым станциям «Двожец Всходни» и «Миньска», затем, повернёт на юг, где будут открыты станции «Рондо Вятрачна» и «Остробрамска», после чего будет тянуться в юго-восточном направлении, где расположатся станции «Фельдорфа» и «Гоцлав».